# Lea (fiume)
Il Lea (o Lee) è il principale affluente del Tamigi ed è il secondo fiume più importante della capitale britannica.

## Percorso
Il fiume nasce a sud della città di Luton, sulle colline che dominano il nord di Londra. A Hertford riceve diversi affluenti e sbocca in pianura. Dopo una trentina di km giunge a Londra dove restringe notevolmente il suo alveo, quasi pare essere un canale navigabile, prima di confluire nel Tamigi, dopo 68 km di corso e con una portata media di 38 m³/s.
Il percorso del Lea può essere diviso in tre parti:
- Il corso del Lea, fino ad Hertford è contraddistinto dallo scorrere veloce delle acque e da una portata quasi sempre presente, grazie ai numerosi affluenti che riceve. La fauna ittica in questo tratto è piuttosto notevole;
- Da Hertford fino alla periferia di Londra, il Lea, ha una portata d'acqua alta in primavera e in autunno ma molto bassa in estate ed in inverno. Il greto da Hertford a Londra è molto ampio: in alcuni tratti si superano i 300 m di ampiezza ma solo la parte centrale del greto è bagnata dall'acqua, il restante è coltivato perché presenta un fondo adatto all'agricoltura;
- Dalla periferia di Londra il greto si restringe notevolmente e, per quasi tutto il percorso nella capitale fino alla foce nel Tamigi, è canalizzato ed è navigabile anche da medi battelli. In questo tratto è molto inquinato e la fauna ittica è assente.

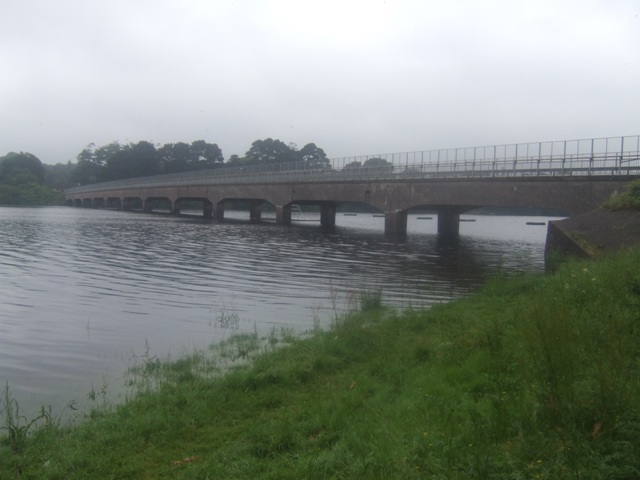
Rooves bridge sul Lea

## Portata
Il Lea può cambiare notevolmente la sua portata media:
- in estate il greto è quasi secco e non ha una portata naturale, poiché riceve ingenti reflui fognari ed industriali della città di Londra;
- in autunno può avere piene disastrose, concorrendo ad aumentare le piene del Tamigi anche di 2 m. La qualità delle acque nell'alto corso è buona, ma peggiora notevolmente a Londra, diventando pessima.

Le portate registrate sono le seguenti:
- 38,9 m³/s (primavera)
- 0,9 m³/s (estate)
- 100 m³/s (autunno, in piena)
- 0,1 m³/s (inverno)

## Fauna ittica
La fauna ittica risulta molto ben strutturata. Essa è composta da:
- cavedano (nel bacino del fiume raggiunge anche grosse dimensioni);
- carpa, sia nella varietà specchi che regina;
- trota, specie nell'alto corso.